# Stefan Zinnow
Stefan Zinnow (* 28. Mai 1980 in Weinheim) ist ein ehemaliger deutscher Fußballspieler.

## Karriere
Nach den Jugendstationen FV 09 Weinheim und SV Waldhof Mannheim wechselte Zinnow als 18-Jähriger zu Eintracht Frankfurt. Gegen Ende der Saison 1998/99 machte er sein erstes Bundesligaspiel für die SGE, als er am 4. April 1999 beim 1:0-Sieg gegen den VfL Bochum eingewechselt wurde. Die folgenden zwei Jahre spielte er überwiegend für die Amateurmannschaft der Eintracht in der Oberliga Hessen.
Im Sommer 2001 wechselte Zinnow zum SV Waldhof Mannheim in die 2. Bundesliga. 2003 ging er zum VfB Lübeck, 2004 zum SV Wehen. Ab 2006 spielte er bei der SV Elversberg in der Regionalliga Süd. Im Sommer 2008 schloss er sich den Offenbacher Kickers an. Nach zwei Jahren am Bieberer Berg wechselte er zur Saison 2010/11 zum SV Sandhausen. In der Sommerpause 2011 trat er vom Profifußball zurück, löste seinen Vertrag beim SV Sandhausen auf und wechselte in die hessische Verbandsliga zu den Kickers Obertshausen.